# Allerheiligenflut 1532

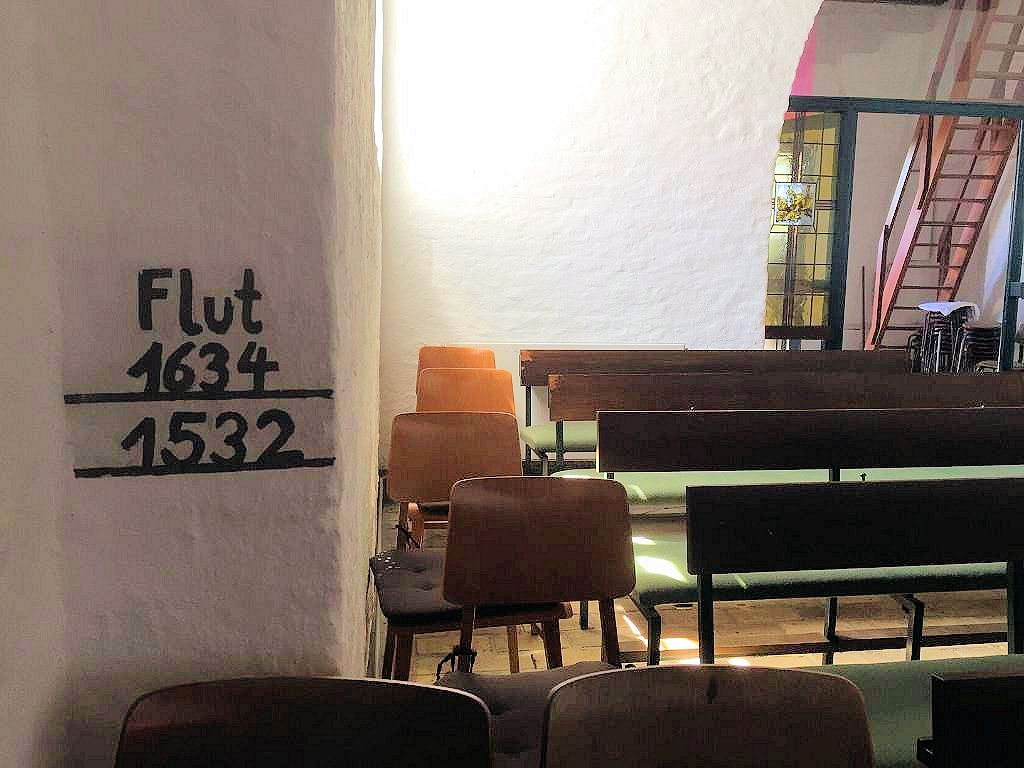
Flutmarken von 1532 und 1634 in der Kirche in Klixbüll

Die Allerheiligenflut 1532 ereignete sich vom 31. Oktober bis zum 2. November 1532. Sie gilt als die dritte Allerheiligenflut. 
Die Sturmflut überflutete weite Teile der belgischen, niederländischen, deutschen und dänischen Küste.  Aus den Überlieferungen schließt man heute auf mehrere tausende Tote in Nordfriesland. In Ostfriesland gingen die Ortschaften Osterbur und Ostbense unter. An der St. Nikolaus-Kirche in Klixbüll ist die von 1532 erhaltene Höhenmarke (NN+4,16 m) die älteste einer Nordseesturmflut. Auf Fanø ging die östlichste Siedlung Albo unter. Für die 1634 auseinandergerisse Insel Strand zählte die Allerheiligenflut 1532 zu den folgenschwersten Überschwemmungen im 16. Jahrhundert, bei der es nach Angabe der Chronisten zu elf Deichbrüchen kam und 1.500 Menschen ertranken.